# Katrineholm
Katrineholm er en svensk by i landskapet Södermanland.
Jernbanelinjen Västra stambanan blev i 1862 ført gennem det område, der siden blev til Katrineholm. Et jernbaneknudepunkt opstod, da Östra stambanan stødte til i 1866. Stationen fik navn efter gården Cathrineholm ved søen Näsnaren. Gården havde tidligere heddet Fulbonäs, men den daværende ejer, Jacob von der Linde, omdøbte den i 1600-tallet til ære for sin hustru Catharina Gyllenhorn.
Der voksede en stationsby op. Til administrering af byområdet, blev der etableret et municipalsamhälle i 1883, hvilket fik stadsprivilegier i 1917. Initiativrige mænd som Carl Fredriksson, Gustaf Robert Grönkvist og August Kullberg kom til Katrineholm og indså jernbanens betydning for udviklingen af succesrige industrivirksomheder. Ved nytår 1917 havde byen 6.615 indbyggere. Katrineholm blev også kendt som skoleby, men er i dag bedst kendt som jernbaneknudepunkt. Den ligger centralt i Södermanland, tæt på større byer som Norrköping, Södertälje, Örebro og Stockholm.
Mellem 1985 og 1989 var Sveriges senere statsminister Göran Persson borgmester i Katrineholm kommune.